# Joseph Wilson Swan
Sir Joseph Wilson Swan (Bishopwearmouth, 31 de outubro de 1828 — Warlingham, 27 de maio de 1914) foi um físico e químico britânico.
Famoso pela invenção da lâmpada incandescente, com a primeira patente em 1878. Sua casa (em Gateshead) foi a primeira do mundo a ser iluminada por uma lâmpada incandescente. Em 1904 Swan recebeu o título de sir do rei Eduardo VII do Reino Unido, foi laureado com a Medalha Hughes da Royal Society, e foi membro honorário da Sociedade Farmacêutica Real da Grã-Bretanha. Ele já havia recebido a mais alta condecoração da França, a Légion d'honneur , quando visitou uma exposição internacional de Paris em 1881. A exposição inclui exposições de suas invenções, e a cidade era iluminada com luz elétrica, graças à invenção do Cisne.
A nova escola secundária recentemente nomeado após ele, Joseph Swan School , está em Gateshead , na Saltwell Road South, Fell Low muito perto de onde morava Joseph Swan. Swan realmente viveu em Underhill, uma grande casa em Kells Lane Norte, onde realizou a maioria de suas experiências no conservatório de grande porte. A casa foi mais tarde convertido em pagamento de uma taxa privado, conceder liceu ajudado co-educacional que atendia pelo nome de Beaconsfield School. Aqui, os estudantes ainda podem encontrar exemplos de cisnes original acessórios elétricos.

## Início da vida
Sir Joseph Swan nasceu em 1828 em Pallion Hall em Bishopwearmouth. Seus pais eram John e Isabella Swan. Ele foi um aprendizado com um farmacêutico lá. Ele mais tarde se tornou sócio em Mawson, uma empresa de fabrico de químicos em Newcastle upon Tyne . Esta empresa existia como Mawson, Swan e Morgan até 1973, antigamente localizado na Grey Street, em Newcastle-upon-Tyne perto do Monumento Grey . As instalações são agora propriedade da varejista de moda sueca H&M e podem ser identificados por uma linha de estilo vitoriano lampiões elétricos na frente da loja em Grey Street.

## A luz elétrica

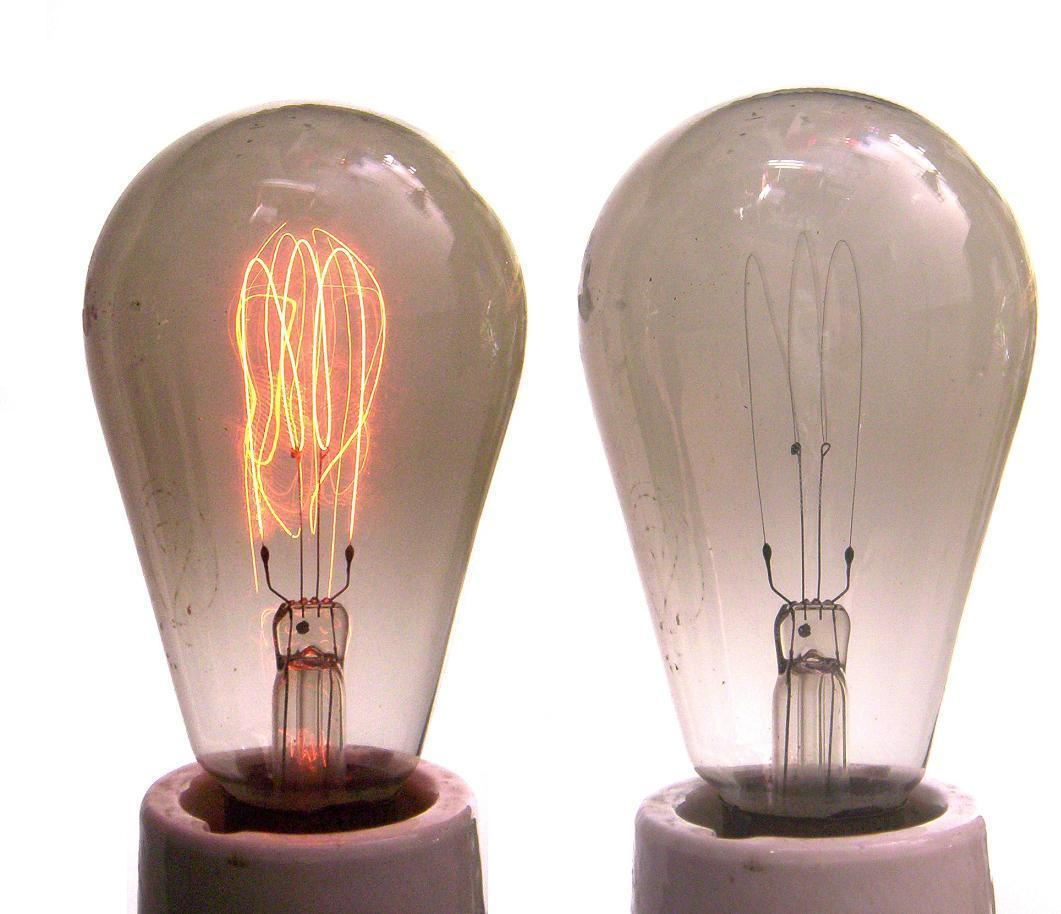
Lâmpada de carbono(soquete E27, 220 volts, aprox. 30 watts, lado esquerdo: corrida de 100 volts) Lâmpada de carbono (soquete E27, 220 volts, aprox. 30 watts, Lado Esquerdo: corrida de 100 volts)

Em 1850 começou a trabalhar em uma lâmpada utilizando filamentos de papel carbonizado em um bulbo de vidro evacuado. Em 1860 ele foi capaz de demonstrar um dispositivo de trabalho, e obteve uma patente britânica cobertura parcial de vácuo, lâmpada incandescente de filamento de carbono. No entanto, a falta de um bom vácuo e uma fonte adequada elétrica resultou em uma lâmpada eficiente com uma vida útil curta.
Quinze anos depois, em 1875, Swan voltou a considerar o problema da lâmpada com a ajuda de um vácuo melhor e um segmento carbonizada como um filamento. A característica mais importante da melhoria da lâmpada Swan era de que havia pouco residual de oxigênio no vácuo do tubo para acender o filamento, permitindo assim que o filamento de brilho quase incandescente, sem pegar fogo. No entanto, seu filamento de baixa resistência tinha, necessitando de fios de cobre pesado para abastecê-lo.
Swan recebeu uma patente britânica para o seu dispositivo em 1878, cerca de um ano antes de Thomas Edison . Swan tinham relatado o sucesso ao Newcastle Chemical Society e em uma palestra em Sunderland Technical College, em Fevereiro de 1879, ele demonstrou uma lâmpada funcionando. Swan começaram a instalar as lâmpadas em residências e pontos de referência na Inglaterra. Sua casa Underhill em Kells Lane no baixo Fell , Gateshead foi o primeiro no mundo a ter o trabalho de lâmpadas instaladas. Em 1881 ele iniciou sua própria companhia, The Swan Electric Light Company, e começou a produção comercial.

## Colaboração de Edison
Enquanto procurava um melhor filamento para sua lâmpada, Swan inadvertidamente fez outro avanço. Em 1881, Swan desenvolveu e patenteou um processo para apertar nitro-celulose através de orifícios para formar fibras condutoras. Sua recém-criada Swan Electric Company, que por fusão tornou-se a Edison and Swan United Company, usou a celulose em filamentos, como tinha inventado Swan para as suas lâmpadas.

## Ediswan
Em 1883, a Edison and Swan United Electric Light Company foi criada. Conhecida vulgarmente como "Ediswan", a empresa vendeu lâmpadas feitas com um filamento de celulose que Swan tinha inventado em 1881. As variações da celulose no filamento tornar-se-iam um padrão da indústria, exceto para a Companhia Edison. Edison continuou a usar filamentos de bambu até 1892 e à fusão que criou a Edison General Electric, tendo a companhia então passado a usar celulose.
Em 1886 a Ediswan mudou a sua produção para uma antiga fábrica têxtil em Ponders End, norte de Londres. Em 1916 a Ediswan apresentou a primeiro rádio britânica com válvula termiónica. Esta produção, com o próximo Brimsdown foi posteriormente desenvolvida como um centro para o fabrico de válvulas termiónicas, tubos de raios catódicos, etc. Enfield tornou-se um importante centro de eletrónica do setor durante a maior parte do século XX. A Ediswan se tornou parte da British Thomson-Houston e AEI no final de 1920.

## Fotografia
Quando trabalhava com chapas fotográficas molhadas, Swan notou que o calor aumentava a sensibilidade da emulsão de brometo de prata. Em 1871 Swan tinha inventado um método de usar chapas secas substituindo a nitrocelulose de plástico por placas de vidro, iniciando assim uma importante inovação em fotografia. Oito anos mais tarde Swan patenteou o papel de brometo, cuja evolução ainda se usa para impressões fotográficas a preto e branco.
Em 1883, enquanto procurava um filamento de carbono para melhorar sua lâmpada, Swan patenteou um processo de compressão de nitrocelulose através de orifícios para formar fibras. A indústria têxtil tem usado o seu processo.
Swan morreu em 1914 em Warlingham, Surrey.